# Haters Back Off
Haters Back Off fue una serie de televisión web estadounidense de comedia estrenada el 14 de octubre de 2016 en la plataforma Netflix. Producida por Brightlight Pictures, está basada en el personaje de YouTube, Miranda Sings, interpretada por Colleen Ballinger, quien es a su vez, la creadora.
La serie fue desarrollada por Colleen Ballinger y su hermano, Christopher Ballinger, junto con Gigi McCreery y Perry Rein, quienes sirvieron como showrunners. El título se da por la frase que utiliza la protagonista cuando responde a comentarios negativos en sus videos de YouTube. Haters Back Off fue una de las primeras series con guion creadas por una personalidad de YouTube.

## Sinopsis
La serie sigue la vida familiar de Miranda Sings (Colleen Ballinger), una joven narcisista, ensimismada, demasiado confiada pero poco talentosa que busca convertirse en una celebridad en YouTube. Cada episodio describe el camino hacia la fama, y el precio que debe pagar por pisotear los sentimientos de los que la rodean, incluida su madre, Bethany (Angela Kinsey), tío Jim (Steve Little), hermana Emily (Francesca Reale) y su mejor amigo Patrick (Erik Stocklin).

## Temporadas
| Temporada | Temporada | Episodios | Episodios | Lanzamiento original  | Lanzamiento original  |
| --------- | --------- | --------- | --------- | --------------------- | --------------------- |
|           | 1         | 8         | 8         | 14 de octubre de 2016 | 14 de octubre de 2016 |
|           | 2         | 8         | 8         | 20 de octubre de 2017 | 20 de octubre de 2017 |

## Reparto

### Principal
- Colleen Ballinger como Miranda Sings.[7]
- Angela Kinsey como Bethany.
- Steve Little como Jim.
- Erik Stocklin como Patrick Mooney.
- Francesca Reale como Emily.
- Matt Besser como Kelly (temporada 2).

### Recurrentes
- Chaz Lamar Shepherd como Keith (temporada 1).
- Dylan Playfair como Owen Trent (temporada 1).
- Harvey Guillén como Harvey (temporada 1).
- Lindsay Navarro como Kleigh (temporada 1).
- Rachelle Gillis como April (temporada 1).
- Mel Tuck como Old Man (temporada 1-2).
- Simon Longmore como Dr. Schofele (temporada 1-2).
- Kara Hayward como Amanda (temporada 2).

### Participaciones especiales
- Ben Stiller como él mismo (temporada 1).
- John Early como Maureen (temporada 1).
- C. Ernst Harth como Gerente Taco Ta-Go (temporada 2).
- Joey Graceffa como él mismo (temporada 2).
- Michael Bean como Dueño de la galería (temporada 2).
- Frankie Grande como él mismo (temporada 2).
- Lochlyn Munro como Brian Maxwell (temporada 2).

## Producción

### Primera temporada
La primera temporada de Haters Back Off comenzó a rodarse en abril de 2016 en Port Coquitlam, Columbia Británica, cerca de Vancouver, y finalizó el 3 de junio de ese año. Ballinger comenzó a promocionar la serie en enero de 2016 con un anuncio en su canal de YouTube. Miranda apareció en la portada de Variety y en un artículo sobre el programa en junio. El 1 de septiembre de 2016, Netflix lanzó las primeras imágenes sobre la producción de la primera temporada. El 21 del mismo mes, el programa lanzó el primero de una serie de avances. Ballinger apareció en The Tonight Show el 14 de octubre de 2016, la fecha de lanzamiento, para promocionar la serie.

### Segunda temporada
El rodaje de la segunda temporada tuvo lugar en Vancouver y sus alrededores desde abril hasta el 5 de junio de 2017. Ballinger comenzó las promociones en agosto, con una aparición en Live with Kelly and Ryan. La fecha de estreno fue anunciada el 11 de septiembre en el canal de YouTube de Ballinger. En la misma fecha, lanzó una nueva canción original en el canal de YouTube de Miranda para promover la temporada. El 10 de octubre, Netflix lanzó el avance oficial, mientras que los ocho episodios fueron estrenados en la plataforma el 20 de octubre de 2017.